# Омањска (Добој)
Омањска је насељено мјесто у граду Добој, Република Српска, БиХ. Према попису становништва из 1991. у бившем насељу је живјело 1.233 становника.

## Историја
Ово насеље је део бившег јединственог насеља Омањска које је било у саставу општине Тешањ, а које је ентитетском линијом на основу Дејтонског споразума подељено на два насеља: Омањска у општини Усора и Омањска у саставу Града Добоја.

## Становништво
| Националност       | 1991.          | 1981.          | 1971.          |
| Хрвати             | 1.220 (98,94%) | 2.092 (97,80%) | 1.957 (98,73%) |
| Срби               | 8 (0,64%)      | 13 (0,60%)     | 10 (0,50%)     |
| Муслимани          | 0              | 0              | 8 (0,40%)      |
| Југословени        | 0              | 31 (1,44%)     | 0              |
| остали и непознато | 5 (0,40%)      | 3 (0,14%)      | 7 (0,35%)      |
| Укупно             | 1.233          | 2.139          | 1.982          |